# Juan Salaverry
Juan Salverry fue un militar, empresario minero y político peruano.
Ocupó el cargo de Prefecto de Huancavelica y fue elegido senador por el departamento de Huancavelica en 1864 y reelecto en 1868, 1870 y 1872.